# Episodi di Gunsmoke (seconda stagione)
La seconda stagione della serie televisiva Gunsmoke è andata in onda negli Stati Uniti dall'8 settembre 1956 al 6 luglio 1957 sulla CBS.
| nº | Titolo originale               | Prima TV USA      | Titolo italiano | Prima TV Italia |
| -- | ------------------------------ | ----------------- | --------------- | --------------- |
| 1  | Cow Doctor                     | 8 settembre 1956  |                 |                 |
| 2  | Brush at Elkader               | 15 settembre 1956 |                 |                 |
| 3  | Custer                         | 22 settembre 1956 |                 |                 |
| 4  | The Round Up                   | 29 settembre 1956 |                 |                 |
| 5  | Young Man with a Gun           | 20 ottobre 1956   |                 |                 |
| 6  | Indian White                   | 27 ottobre 1956   |                 |                 |
| 7  | How to Cure a Friend           | 10 novembre 1956  |                 |                 |
| 8  | Legal Revenge                  | 17 novembre 1956  |                 |                 |
| 9  | The Mistake                    | 24 novembre 1956  |                 |                 |
| 10 | Greater Love                   | 1º dicembre 1956  |                 |                 |
| 11 | No Indians                     | 8 dicembre 1956   |                 |                 |
| 12 | Spring Term                    | 15 dicembre 1956  |                 |                 |
| 13 | Poor Pearl                     | 22 dicembre 1956  |                 |                 |
| 14 | Cholera                        | 29 dicembre 1956  |                 |                 |
| 15 | Pucket's New Year              | 5 gennaio 1957    |                 |                 |
| 16 | The Cover Up                   | 12 gennaio 1957   |                 |                 |
| 17 | Sins of the Father             | 19 gennaio 1957   |                 |                 |
| 18 | Kick Me                        | 26 gennaio 1957   |                 |                 |
| 19 | Executioner                    | 2 febbraio 1957   |                 |                 |
| 20 | Gone Straight                  | 9 febbraio 1957   |                 |                 |
| 21 | Bloody Hands                   | 16 febbraio 1957  |                 |                 |
| 22 | Skid Row                       | 23 febbraio 1957  |                 |                 |
| 23 | Sweet and Sour                 | 2 marzo 1957      |                 |                 |
| 24 | Cain                           | 9 marzo 1957      |                 |                 |
| 25 | Bureaucrat                     | 16 marzo 1957     |                 |                 |
| 26 | Last Fling                     | 23 marzo 1957     |                 |                 |
| 27 | Chester's Murder               | 30 marzo 1957     |                 |                 |
| 28 | The Photographer               | 6 aprile 1957     |                 |                 |
| 29 | Wrong Man                      | 13 aprile 1957    |                 |                 |
| 30 | Big Girl Lost                  | 20 aprile 1957    |                 |                 |
| 31 | What the Whiskey Drummer Heard | 27 aprile 1957    |                 |                 |
| 32 | Cheap Labor                    | 4 maggio 1957     |                 |                 |
| 33 | Moon                           | 11 maggio 1957    |                 |                 |
| 34 | Who Lives by the Sword         | 18 maggio 1957    |                 |                 |
| 35 | Uncle Oliver                   | 25 maggio 1957    |                 |                 |
| 36 | Daddy-O                        | 1º giugno 1957    |                 |                 |
| 37 | The Man Who Would Be Marshal   | 15 giugno 1957    |                 |                 |
| 38 | Liar from Blackhawk            | 22 giugno 1957    |                 |                 |
| 39 | Jealousy                       | 6 luglio 1957     |                 |                 |

## Cow Doctor
- Prima televisiva: 8 settembre 1956
- Diretto da: Andrew V. McLaglen
- Scritto da: John Dunkel
- Soggetto di: John Meston

### Trama
- Guest star: Robert H. Harris (Ben Pitcher), Dorothy Adams (Mrs. Pitcher), Tommy Kirk (Jerry Pitcher)

## Brush at Elkader
- Prima televisiva: 15 settembre 1956
- Diretto da: Ted Post
- Scritto da: Les Crutchfield
- Soggetto di: John Meston

### Trama
- Guest star: Gage Clarke (Hinkle), Malcolm Atterbury (stalliere), Paul Lambert (Lou Shippen), Bert Rumsey (Sam il barista), Dennis Cross (barista), Alfred Linder (commesso)

## Custer
- Prima televisiva: 22 settembre 1956
- Diretto da: Ted Post
- Scritto da: Gil Doud
- Soggetto di: John Meston

### Trama
- Guest star: Herbert Lytton (giudice), Keith Thibodeaux (maggiore Banker), Brian G. Hutton (Joe Trimble)

## The Round Up
- Prima televisiva: 29 settembre 1956
- Diretto da: Ted Post
- Scritto da: Sam Peckinpah
- Soggetto di: John Meston

### Trama
- Guest star: John Dierkes (Sam Rydell), Michael Hinn (Zel Blatnick), Mason Curry (Jake), Jacques Aubuchon (Ray Torp), Barney Phillips (Ed Summers), Sam Schwartz (Ted Hightower)

## Young Man with a Gun
- Prima televisiva: 20 ottobre 1956
- Diretto da: Christian Nyby
- Soggetto di: John Meston

### Trama
- Guest star: Bert Rumsey (Sam), Sidney Clute (Spencer), Fredd Wayne (Sam Kertcher), Jack Diamond (Peyt Kertcher), Clegg Hoyt (Jack Rynning)

## Indian White
- Prima televisiva: 27 ottobre 1956
- Diretto da: Ted Post
- Scritto da: Herbert Little, Jr.
- Soggetto di: Tom Hanley, Jr.

### Trama
- Guest star: Marian Seldes (Mary Cullen), Clegg Hoyt (Dutchholder), George Archambeault (cittadino), Abel Fernández (Little Wolf), Stanley Adams (Ross), Alexander Lockwood (colonnello Homeyman), Peter Votrian (Dennis), Kenneth Alton (cowboy)

## How to Cure a Friend
- Prima televisiva: 10 novembre 1956
- Diretto da: Ted Post
- Scritto da: Winston Miller
- Soggetto di: John Meston

### Trama
- Guest star: Bert Rumsey (Sam), Joseph Mell (Bill Pence), Andrew Duggan (Nick Search), Simon Oakland (Enoch Mills), Jess Kirkpatrick (Mr. Teeters)

## Legal Revenge
- Prima televisiva: 17 novembre 1956
- Diretto da: Andrew V. McLaglen
- Scritto da: Sam Peckinpah
- Soggetto di: John Meston

### Trama
- Guest star: Cloris Leachman (Flory Tibbs), Philip Bourneuf (George Basset), Robert Strong (commesso)

## The Mistake
- Prima televisiva: 24 novembre 1956
- Diretto da: Andrew V. McLaglen
- Scritto da: Gil Doud
- Soggetto di: John Meston

### Trama
- Guest star: Mike Connors (Jim Bostick), Cyril Delevanti (conducente), Robert Hinkle (Rider), Gene O'Donnell (Haney), Bert Rumsey (Sam)

## Greater Love
- Prima televisiva: 1º dicembre 1956
- Diretto da: Ted Post
- Scritto da: Winston Miller
- Soggetto di: John Meston

### Trama
- Guest star: Frank DeKova (Tobeel), Claude Akins (Jed Butler), Amzie Strickland (Mrs. Brant), Ray Bennett (Hank)

## No Indians
- Prima televisiva: 8 dicembre 1956
- Diretto da: Ted Post
- Scritto da: John Dunkel
- Soggetto di: John Meston

### Trama
- Guest star: Herbert Rudley (capitano Starr), Fintan Meyler (Arie O'Dell), K. L. Smith (Cran), Mickey Simpson (Stapp), Joel Ashley (Jake), Dick Rich (Sam Butler)

## Spring Term
- Prima televisiva: 15 dicembre 1956
- Diretto da: Ted Post
- Scritto da: William F. Leicester
- Soggetto di: John Meston

### Trama
- Guest star: Jack Kruschen (Jed), Ross Ford (Dane Shaw), Harry Townes (Bill Lee), Stanley Adams (barista), Paul Newlan (Danch), Clayton Post (cittadino), H. M. Wynant (Barker)

## Poor Pearl
- Prima televisiva: 22 dicembre 1956
- Diretto da: Andrew V. McLaglen
- Scritto da: Sam Peckinpah
- Soggetto di: John Meston

### Trama
- Guest star: Johnny McGough (Jimmie), Bert Rumsey (Sam the Bartender), Michael Emmet (Webb Thorne), Jess Kirkpatrick (Mr. Teeters), Constance Ford (Pearl Bender), Big John Hamilton (Big John), Denver Pyle (Willie Calhoun)

## Cholera
- Prima televisiva: 29 dicembre 1956
- Diretto da: Andrew V. McLaglen
- Scritto da: Les Crutchfield
- Soggetto di: John Meston

### Trama
- Guest star: Peg Hillias (Jenny), Barlett Robinson (Gabriel), Paul Fix (McCready), Stuart Whitman (Bart), John Smith (David), Gordon Gebert (Billy)

## Pucket's New Year
- Prima televisiva: 5 gennaio 1957
- Diretto da: Andrew V. McLaglen
- Scritto da: John Meston

### Trama
- Guest star: Richard Deacon (Botkin), Bert Rumsey (Sam), Grant Withers (Jed Larner), Edgar Stehli (Ira Pucket), Rocky Shahan (Jim)

## The Cover Up
- Prima televisiva: 12 gennaio 1957
- Diretto da: William D. Russell
- Scritto da: William Robson
- Soggetto di: John Meston

### Trama
- Guest star: Roy Engel (Hoffer), Malcolm Atterbury (Jed Bates), Theodore Marcuse (Zack Ritter), Vivi Janiss (Sara Baxton), Tyler McVey (Sam Baxton)

## Sins of the Father
- Prima televisiva: 19 gennaio 1957
- Diretto da: Andrew V. McLaglen
- Scritto da: John Dunkel
- Soggetto di: John Meston

### Trama
- Guest star: Angie Dickinson (Rose Daggit), Peter Whitney (Big Dan Daggitt), Gage Clarke (Mr. Dobie), Paul Wexler (Rodin)

## Kick Me
- Prima televisiva: 26 gennaio 1957
- Diretto da: Andrew V. McLaglen
- Scritto da: Louis Vittes, Endre Bohem
- Soggetto di: John Meston

### Trama
- Guest star: Frank DeKova (Tobeel), Paul Lambert (Harry Bent), Robert H. Harris (Fred Meyers), Julie Van Zandt (Jennifer Myers)

## Executioner
- Prima televisiva: 2 febbraio 1957
- Diretto da: Andrew V. McLaglen
- Scritto da: Gil Doud
- Soggetto di: John Meston

### Trama
- Guest star: Liam Sullivan (Tom Clegg), Robert Keys (Abe Curry), Michael Hinn (Morgan Curry)

## Gone Straight
- Prima televisiva: 9 febbraio 1957
- Diretto da: Ted Post
- Scritto da: Les Crutchfield
- Soggetto di: John Meston

### Trama
- Guest star: Tige Andrews (Mike Postil), Joe De Santis (Gunter), Marianne Stewart (Mrs. Timble), John Dierkes (Ace), Carl Betz (Nate Timble), Ward Wood (Parker)

## Bloody Hands
- Prima televisiva: 16 febbraio 1957
- Diretto da: Andrew V. McLaglen
- Scritto da: John Meston

### Trama
- Guest star: Lawrence Dobkin (Jack Brand), Russell Johnson (Joe Stranger), Harvey Grant (Billy), Gloria Marshall (Linda Hawkins), David Saber (Tom)

## Skid Row
- Prima televisiva: 23 febbraio 1957
- Diretto da: Ted Post
- Scritto da: Gil Doud
- Soggetto di: John Meston

### Trama
- Guest star: Susan Morrow (Ann Cabot), Joseph Sargent (Jack Shomer), Guinn 'Big Boy' Williams (Hank Groat)

## Sweet and Sour
- Prima televisiva: 2 marzo 1957
- Diretto da: Andrew V. McLaglen
- Scritto da: John Meston

### Trama
- Guest star: Walter Reed (Joe Garrett), John Mitchum (Joe), John Alderson (Ab Laster), Karen Sharpe Kramer (Rena Decker), Ken Mayer (Hank), George Archambeault (agente)

## Cain
- Prima televisiva: 9 marzo 1957
- Diretto da: Ted Post
- Scritto da: John Meston

### Trama
- Guest star: Mark Roberts (Joel Adams), Harry Bartell (Cain Vestal), Dan Riss (Mike), Paul Dubov (Pritchard), Howard Ludwig (Pete)

## Bureaucrat
- Prima televisiva: 16 marzo 1957
- Diretto da: Ted Post
- Scritto da: William F. Leicester
- Soggetto di: John Meston

### Trama
- Guest star: Ken Lynch (Will Stroud), Ned Glass (Husk), John Hoyt (Rex Procter), William Bryant (Charlie Frost)

## Last Fling
- Prima televisiva: 23 marzo 1957
- Diretto da: Ted Post
- Scritto da: John Meston

### Trama
- Guest star: Frank DeKova (Mulligan Rives), Susan Morrow (Melanie), Florenz Ames (John Peavy), Anne O'Neal (Sabina Peavy)

## Chester's Murder
- Prima televisiva: 30 marzo 1957
- Diretto da: Ted Post
- Scritto da: John Meston

### Trama
- Guest star: Murray Hamilton (Jake Buley), Gage Clarke (Mr. Dobie), Charles Conrad (uomo), Peggie Castle (Nita Tucker), Tom Greenway (Ned Pickard), Tim Graham (Jonas)

## The Photographer
- Prima televisiva: 6 aprile 1957
- Diretto da: William D. Russell
- Scritto da: John Dunkel

### Trama
- Guest star: Sebastian Cabot (professore Jacoby), Howard Culver (cittadino), Dean Fredericks (Gart), Dorothy Schuyler (Kate), Ned Glass (Grubby), Charles Horvath (Left Hand)

## Wrong Man
- Prima televisiva: 13 aprile 1957
- Diretto da: Andrew V. McLaglen
- Scritto da: John Meston

### Trama
- Guest star: Don Keefer (Sam Rickers), Catherine McLeod (Letty), Robert Griffin (Catlin)

## Big Girl Lost
- Prima televisiva: 20 aprile 1957
- Diretto da: Ted Post
- Scritto da: John Meston

### Trama
- Guest star: Gloria McGehee (Laura Simmons), Judson Pratt (Bill Pence), Michael Pate (Philip Locke), Gerald Milton (Ed Doolin)

## What the Whiskey Drummer Heard
- Prima televisiva: 27 aprile 1957
- Diretto da: Andrew V. McLaglen
- Scritto da: Gil Doud
- Soggetto di: John Meston

### Trama
- Guest star: Robert Burton (sceriffo Tom Smith), Vic Perrin (Wilbur Hawkins), Robert Karnes (Tom Roberts), Bert Rumsey (Sam il barista)

## Cheap Labor
- Prima televisiva: 4 maggio 1957
- Diretto da: Andrew V. McLaglen
- Scritto da: John Meston

### Trama
- Guest star: Andrew Duggan (Fos Capper), James Nusser (Bum), Susan Morrow (Melanie), Peggy Webber (Stancil), Robert F. Simon (Ben Stancil), Allen Emerson (Joe)

## Moon
- Prima televisiva: 11 maggio 1957
- Diretto da: William D. Russell
- Scritto da: John Meston

### Trama
- Guest star: Phillip Pine (Vint), Stafford Repp (Charlie Brewer), Rebecca Welles (Nan Mellors), Tom Palmer (Jack Salter), Jane Ray (Vickie)

## Who Lives by the Sword
- Prima televisiva: 18 maggio 1957
- Diretto da: Andrew V. McLaglen
- Scritto da: John Meston

### Trama
- Guest star: Robert Cross (Lew Baxter), Hal Baylor (Mike), Harry Woods (Snyder), Steve Terrell (Billy Baxter), Harold Stone (Joe Delk), Sheila Noonan (Mrs. Baxter)

## Uncle Oliver
- Prima televisiva: 25 maggio 1957
- Diretto da: Andrew V. McLaglen
- Scritto da: John Meston

### Trama
- Guest star: Earle Hodgins (zio Oliver Stang), Paul Wexler (Viney Stang)

## Daddy-O
- Prima televisiva: 1º giugno 1957
- Diretto da: Andrew V. McLaglen
- Scritto da: John Meston

### Trama
- Guest star: John Dehner (Wayne Russell), Cyril Delevanti (messaggero), Judson Pratt (Bill Pence)

## The Man Who Would Be Marshal
- Prima televisiva: 15 giugno 1957
- Diretto da: William D. Russell
- Scritto da: John Meston

### Trama
- Guest star: Kelly Thordsen (Wilson Willoughby), Rusty Wescoatt (Gere), June Carter Cash (Clarise), Walter Barnes (Odell), Alex Sharp (Jeff Willoughby), George Selk (Moss Grimmick), Ned Glass (Mr. Pibbs), Herbert Rudley (Emmett Egan), Clancy Cooper (Bozeman), Kirby Smith (Mr. Botkin)

## Liar from Blackhawk
- Prima televisiva: 22 giugno 1957
- Diretto da: Andrew V. McLaglen
- Scritto da: Herbert Little, Jr.
- Soggetto di: John Meston

### Trama
- Guest star: Howard Culver (impiegato dell'hotel), Strother Martin (Ed Davey), John Doucette (Al James), Bert Rumsey (Sam il barista), Denver Pyle (Hank Shinn), Fred Graham (cowboy)

## Jealousy
- Prima televisiva: 6 luglio 1957
- Diretto da: Andrew V. McLaglen
- Scritto da: Sam Peckinpah
- Soggetto di: John Meston

### Trama
- Guest star: Jack Mann (Jack Davis), Joan Tetzel (Tilda Durbin), Barbara Dodd (cameriera), Than Wyenn (Lonnie Pike), Jack Kelly (Cam Durbin), Ken Drake (cowboy)